# Kaspars
Kaspars ist ein lettischer männlicher Vorname.

## Herkunft und Bedeutung
Kaspars ist die lettische Form des Vornamens Kaspar.

## Namenstag
Namenstag in Lettland ist der 9. Januar.

## Namensträger
- Kaspars Astašenko (1975–2012), lettischer Eishockeyspieler
- Kaspars Daugaviņš (* 1988), lettischer  Eishockeyspieler
- Kaspars Dubra (* 1990), lettischer Fußballspieler
- Kaspars Dumbris (* 1985), lettischer Biathlet
- Kaspars Gorkšs (* 1981), lettischer Fußballspieler
- Kaspars Ikstens (* 1988), lettischer Fußballspieler
- Kaspars Kambala (* 1978), lettischer Basketballspieler und Boxer
- Kaspars Petrovs (* 1976), lettischer Serienmörder
- Kaspars Saulietis (* 1987), lettischer Eishockeyspieler